# Барановская (Тверская область)
Барановская — деревня в Кимрском районе Тверской области. Входит в состав Ильинского сельского поселения.

## География
Находится в юго-восточной части Тверской области на расстоянии приблизительно 26 км на запад-северо-запад по прямой от районного центра города Кимры в левобережной части района.

## История
Известна была с 1628 года деревня с 3 дворами, владение князя Микититы Юсупова. В 1780-х годах в деревне 8 дворов. В 1859 году здесь (деревня Корчевского уезда Тверской губернии) было учтено 29 дворов, в 1887 — 32.

## Население
Численность населения: 29 человек (1780-е годы), 172 (1859 год), 170 (1887), 2 (русские 100 %) в 2002 году, 1 в 2010.